# Kelly Overton
Kelly Overton (28 de agosto de 1978) es una actriz, directora y productora estadounidense, nacida en Wilbraham, Massachusetts.

## Filmografía

### Cine
| Año  | Título                | Rol               | Notas          |
| ---- | --------------------- | ----------------- | -------------- |
| 2003 | It Runs in the Family | Erica             |                |
| 2004 | Breaking Dawn         | Eve               |                |
| 2005 | The Ring Two          | Betsy             |                |
| 2006 | You Did What?         | Day               |                |
| 2007 | The Wager             | Tessa             |                |
| 2008 | Outsource             | Alice             | Película corta |
| 2008 | The Collective        | Tyler Clarke      |                |
| 2009 | Under New Management  | Julie Capp        |                |
| 2009 | Tekken                | Christie Monteiro |                |
| 2010 | In My Sleep           | Ann               |                |
| 2014 | Overtown              |                   |                |
| 2014 | The Road Home         | Julie Cambridge   | Preproducción  |
| 2014 | Phantasmagoria        | Adrienne Delaney  | Preproducción  |

### Televisión
| Año       | Título               | Rol                             | Notas                                                |
| --------- | -------------------- | ------------------------------- | ---------------------------------------------------- |
| 2000–01   | All My Children      | Rain Wilkins                    | 17 episodios                                         |
| 2003      | Without a Trace      | Audrey Rose                     | Episodio: "There Goes the Bride"                     |
| 2003      | The Practice         | Debbie Huber                    | Episodio: "We the People"                            |
| 2004      | The Division         | Cheryl Madison                  | Episodio: "Crawl Space"                              |
| 2004      | Wedding Daze         | Dahlia Landry                   | Película para televisión                             |
| 2005      | The Studio           | Heather Falls                   | Episodio: "Piloto"                                   |
| 2006      | Desolation Canyon    | Olivia Kendrick                 | Película para televisión                             |
| 2006      | CSI: NY              | Lynette Richmont                | Episodio: "Wasted"                                   |
| 2006      | Close to Home        | Lori Hulse                      | Episodio: "Still a Small Town"                       |
| 2006      | Desperation          | Cynthia Smith                   | Película para televisión                             |
| 2006      | Twenty Questions     | Kate Lewis                      | Película para televisión                             |
| 2007      | Cold Case            | Johanna Kimball (1981)          | Episodio: "Blood on the Tracks"                      |
| 2007      | Criminal Minds       | Ranger Lizzie Evans             | Episodio: "Open Season"                              |
| 2007      | Numbers              | Andrea Barton / Tracy Meade     | Episodio: "Hollywood Homicide"                       |
| 2008      | Psych                | Ashley                          | Episodio: "There Might Be Blood"                     |
| 2009      | Medium               | Robin Aaronson                  | Episodio: "Soul Survivor"                            |
| 2009      | CSI: Miami           | Kaitlyn Sawyer                  | Episodio: "Dead on Arrival"                          |
| 2009      | NCIS                 | Metro Det. Megan Hanley         | Episodio: "The Inside Man"                           |
| 2009–10   | Three Rivers         | Det. Rena Yablonski             | Episodios: "Alone Together", "Every Breath You Take" |
| 2010      | Madso's War          | Cheryl Keane                    | Película para televisión                             |
| 2011      | In Plain Sight       | Grace Haddick / Grace Littleton | Episodio: "A Womb with a View"                       |
| 2011      | Ricochet             | Det. Deedee Bowen               | Película para televisión                             |
| 2012      | Beauty and the Beast | Claire Sinclair                 | Episodio: "Saturn Returns"                           |
| 2012–13   | True Blood           | Rikki Naylor                    | 14 episodios                                         |
| 2013      | Beauty and the Beast | Claire Sinclair                 | Episodios: "On Thin Ice", "Trust No One"             |
| 2014      | Back to Christmas    | Ali                             | Película para televisión                             |
| 2015      | Legends              | Nina Brenner                    |                                                      |
| 2016-2021 | Van Helsing          | Vanessa Helsing                 | Papel principal                                      |

### Vídeos musicales
| Año  | Título                       | Rol        | Notas           |
| ---- | ---------------------------- | ---------- | --------------- |
| 2010 | Terrified (Katharine McPhee) | Ella misma | con Shane McRae |